# Miss Costa Rica 2018
Miss Costa Rica 2018 fue la 63.ª edición del Certamen Nacional de Belleza de Costa Rica, el cual se llevó a cabo 27 de abril de 2018 en el Estudio Marco Picado, en Sabana. En la gala final Elena Correa Usuga, Miss Costa Rica 2017 y representante de Heredia, coronó a Natalia Carvajal Sánchez de San José como su sucesora, la cual tendrá el derecho de representar a Costa Rica en el Miss Universo 2018.

## Historia
Luego de que la 62 edición del certamen (2017), no se llevará a cabo y se eligierá a Elena Correa Usuga, como representante, la Organización Miss Costa Rica, abrió las inscripciones de las candidatas semanas luego de la coronación de Correa Usuga (18 de julio de 2017).

## Proceso de Selección
Se llevó a cabo un casting donde asistieron alrededor de 25 chicas, aunque, se inscribieron 40 candidatas. El día 12 de setiembre de 2017, se realizó la Audición Nacional o Preliminar, en las instalaciones de Teletica, donde las aspirantes desfilaron en traje cóctel y traje de baño, además de realizar una pequeña entrevista privada con el jurado.

#### Jurado preliminar
- Carolina Rodríguez, Miss Costa Rica 2016
- Elena Correa Usuga, Miss Costa Rica 2017
- Gabriela Alfaro, directora de la Organización Miss Costa Rica

#### Jurado final[3]
- Adriana Chaves, Ingeniera Industrial y experta en moda.
- Daniel del Barco, Diseñador de calzado.
- Laura Segura, Odontóloga.
- Christian Herrera, Fotógrafo.
- Joaquín Yglesias, Cantante.

## Elección Final
A inicios de octubre de 2017 se confirmaron las 10 aspirantes oficiales al título, su puesto en el top 10 de finalistas, antes sin haber aprobado satisfactoriamente la prueba psicológica. 
El jueves 23 de noviembre, fueron presentas oficialmente en televisión nacional en el programa 7 Estrellas.

## Cuadro Final
| Título               | Candidata                  | Candidata                  | Candidata                  |
| -------------------- | -------------------------- | -------------------------- | -------------------------- |
| Miss Costa Rica 2018 | - Natalia Carvajal Sánchez | - Natalia Carvajal Sánchez | - Natalia Carvajal Sánchez |
| Primera finalista    | - Larissa Sancho Chaves    | - Larissa Sancho Chaves    | - Larissa Sancho Chaves    |
| Segunda finalista    | - Raquel Castro            | - Raquel Castro            | - Raquel Castro            |

## Candidatas
| Representación | Candidata                 | Edad | Estatura (m) | Ciudad Natal             |
| -------------- | ------------------------- | ---- | ------------ | ------------------------ |
| Limón          | Daniela Johnson           | 27   | 1,70         | Limón                    |
| Alajuela       | Carolina Carvajal Delgado | 26   | 1,65         | Alajuela                 |
| Alajuela       | Beatriz Castro            | 25   | 1,72         | Naranjo                  |
| San José       | Allison Gómez             | 20   | 1,73         | San José                 |
| San José       | Raquel Castro             | 26   | 1,70         | San Isidro de El General |
| San José       | Natalia Carvajal Sánchez  | 27   | 1,73         | Escazú                   |
| San José       | Kimberly Alfaro Sánchez   | 26   | 1,70         | San José                 |
| Puntarenas     | Larissa Sancho Chaves     | 25   | 1,68         | Puntarenas               |
| Puntarenas     | Keissy Zumbado Calvo      | 18   | 1,64         | Puntarenas               |

## Resultados Finales
Los resultados fueron presentados durante el backstage y únicamente se le daba énfasis a las tres primeras posiciones. Los resultados se muestran a continuación:
| Candidata         | Personalidad | Traje de baño | Traje de noche | Promedio | Posición final |
| ----------------- | ------------ | ------------- | -------------- | -------- | -------------- |
| Kimberly Alfaro   | 8.24         | 8.10          | 8.14           | 8.16     | 6°             |
| Carolina Carvajal | 8.49         | 8.44          | 7.77           | 8.23     | 4°             |
| Natalia Carvajal  | 9.61         | 9.22          | 9.83           | 9.55     | Top 3          |
| Beatriz Castro    | 8.08         | 8.00          | 7.97           | 8.02     | 7°             |
| Raquel Castro     | 8.22         | 8.67          | 8.96           | 8.62     | Top 3          |
| Allison Gómez     | 7.18         | 8.24          | 7.42           | 7.61     | 9°             |
| Daniela Johnson   | 7.97         | 8.42          | 8.20           | 8.20     | 5°             |
| Larissa Sancho    | 9.01         | 8.61          | 9.75           | 9.13     | Top 3          |
| Keissy Zumbado    | 7.79         | 7.71          | 8.03           | 7.84     | 8°             |

El público también tuvo la oportunidad de dar una calificación de 1 a 7 las cuales fueron mostradas mientras la candidata hacía su pose final, estos fueron los resultados:
|                   | Personalidad | Traje de baño | Traje de noche | Promedio | Posición |
| ----------------- | ------------ | ------------- | -------------- | -------- | -------- |
| Kimberly Alfaro   | 4.60         | 4.70          | 4.90           | 4.73     | 7°       |
| Carolina Carvajal | 4.40         | 4.70          | 4.80           | 4.63     | 8°       |
| Natalia Carvajal  | 6.40         | 6.60          | 6.40           | 6.47     | 1°       |
| Beatriz Castro    | 4.40         | 4.90          | 5.10           | 4.80     | 6°       |
| Raquel Castro     | 5.00         | 5.90          | 6.10           | 5.67     | 4°       |
| Allison Gómez     | 4.50         | 4.50          | 4.90           | 4.63     | 8°       |
| Daniela Johnson   | 5.40         | 5.70          | 6.10           | 5.73     | 3°       |
| Larissa Sancho    | 5.50         | 6.10          | 6.50           | 6.03     | 2°       |
| Keissy Zumbado    | 4.60         | 5.20          | 5.60           | 5.13     | 5°       |

## Datos acerca de las candidatas
Las concursantes fueron seleccionadas dentro de un grupo de 25 aspirantes que participaron en el casting 
- Natalia Carvajal ( San José): Fue ganadora del certamen internacional Miss Eco Universe 2016, en el mismo concurso estuvo en el Top 10 del Mejor Traje Nacional y ganó el reconocimiento al Mejor Talento. Es presentadora de televisión y participó en la cuarta temporada del programa Dancing with the stars, donde fue expulsada en la quinta semana de competencia, siendo así la tercera pareja eliminada.
- Hellen Morales ( San José): Es modelo y participó en el Miss Costa Rica 2016 donde no figuró en el cuadro de finalistas. El 7 de enero de 2018 renunció a la participación en el concurso, alegando motivos personales.
- Raquel Castro ( San José): Es Educadora física, modelo profesional y reina de belleza y ha practica diferentes disciplinas en las que destaca el ballet. Su experiencia en certámenes inició en el año 2009 en el Reina Costa Ballena donde obtuvo el título de Señorita Fotogénica, de forma internacional participó en el Miss Summer Ameica 2016 obteniendo el Miss Summer Best Body 2016

- Daniela Johnson ( Limón): Obtuvo el lugar de primera finalista en el certamen Señorita Verano 2017.
- Carolina Carvajal ( Alajuela): Tiene un título de grado en Farmacia y el Miss Costa Rica es el primer concurso de belleza en el que participa.
- Larissa Sancho ( Puntarenas): Tiene un título de grado en Ingeniería Industrial por la Universidad de Costa Rica y el Miss Costa Rica es el primer certamen en el que participa.
- Allison Gómez ( San José): Es debutante en certámenes de belleza y actualmente es estudiante de Educación Física.
- Beatriz Castro ( Alajuela): Participó en Miss Trifinio Internacional 2015.
- Kimberly Alfaro ( San José): en el Miss Costa Rica debuta en los certámenes de belleza.
- Keissy Zumbado ( Puntarenas): el Miss Costa Rica 2018 representa su debut en los certámenes de belleza.

### Datos Regionales
- San José y Alajuela: Se reafirman en presencia, por lo menos una candidata es originaria de ambas provincias, no han estado ausentes en ninguna edición.
- Heredia: Se ausenta y con ello no revalida su corona (La actual ganadora es herediana).
- Cartago: Se ausenta por cuarto año consecutivo, su última participación fue en el 2014.
- Guanacaste: Se ausenta por quinto año consecutivo, su última participación fue en el 2013, cuando Fabiana Granados Herrera se coronó ganadora.
- Limón: Se hace presente por quinto año consecutivo.
- Puntarenas: Se vuelve a presentar luego de ocho años de ausencia.

### Traje Nacional para Miss Universo
La ganadora del certamen nacional, llevará al concurso de Miss Universo un traje alusivo a la naturaleza por la cual Costa Rica es reconocida, en este caso, la mariposa azul, será la inspiración del traje nacional.

## Estadísticas
En el siguiente cuadro se muestra la distribución de las coronas ganadas por región:
| Representación      | Coronas Ganadas | Última Corona Ganada |
| ------------------- | --------------- | -------------------- |
| Señorita San José   | 28 Coronas      | 2009                 |
| Señorita Heredia    | 10 Coronas      | 2017                 |
| Señorita Alajuela   | 8 Coronas       | 2016                 |
| Señorita Guanacaste | 6 Coronas       | 2013                 |
| Señorita Cartago    | 5 Coronas       | 2010                 |
| Señorita Limón      | 4 Coronas       | 2015                 |
| Señorita Puntarenas | 2 Coronas       | 1985                 |